# Campionato mondiale giovanile di scherma 1999
Il Campionato mondiale juniores di scherma del 1999 ("1999 World Juniors Fencing Championships") è stato organizzato dalla Federazione internazionale della scherma e si è svolto a Keszthely in Slovenia dal 30 marzo al 5 aprile.
Nel fioretto, si sono aggiudicati i titoli del campionato mondiale il tedesco David Hausmann, che ha battuto in finale il tedesco Richard Breutner, e la polacca Magdalena Koletsos che ha avuto la meglio sull'italiana Margherita Granbassi.
Nella spada il russo Aleksej Selin ha battuto in finale il francese Érik Boisse, ottenendo il titolo mondiale juniores maschile, mentre tra le donne la coreana Jung-Eun Lee ha superato la russa Anna Sivkova.
Nella sciabola il thailandese Wiradech Kothny prevale sul magiaro Tamas Decsi, mentre la francese Anne-Lise Touya ha battuto la francese Ève Pouteil-Noble.
Nel campionato mondiale juniores a squadre maschili, la nazionale tedesca ha prevalso nella finale del fioretto contro l'Italia, mentre la nazionale polacca ha vinto nella spada contro la formazione ucraina, ed infine la nazionale francese ha avuto la meglio sulla compagine tedesca nella sciabola.
Nel campionato mondiale juniores a squadre femminili, la nazionale polacca ha prevalso nella finale del fioretto contro la Germania, la Polonia ha vinto nella spada contro la compagine magiara, ed infine la formazione venezuelana ha avuto la meglio sulla nazionale tedesca nella sciabola.

## Podi

### Uomini
| Specialità  | Oro                                                                   | Argento                                                                  | Bronzo                                                                          |
| Individuali |                                                                       |                                                                          |                                                                                 |
| Fioretto    | David Hausmann                                                        | Richard Breutner                                                         | Andrea Bonometto Simone Vanni                                                   |
| Spada       | Aleksej Selin                                                         | Érik Boisse                                                              | Stefano Carozzo Alexandru Nyisztor                                              |
| Sciabola    | Wiradech Kothny                                                       | Tamas Decsi                                                              | Dennis Bauer Nourdin Marouf                                                     |
| A squadre   |                                                                       |                                                                          |                                                                                 |
| Fioretto    | Germania Richard Breutner David Hausmann Johannes Krüger André Weßels | Italia Andrea Bonometto Nicola Perucchio Ennio Piazza Simone Vanni       | Cina Xiaoqing Bao Yifeng Gu Qi Liu Jie Ruan                                     |
| Spada       | Polonia Pawel Bönisch Tomasz Motyka Michal Sobieraj Adam Wiercioch    | Ucraina Dmytro Chumak Dmytro Karyuchenko Maksym Khvorost Bogdan Nikishin | Stati Uniti Weston Kelsey Benjamin Solomon Soren Thompson Wilfredo Jr. Vizcayno |
| Sciabola    | Francia Simon Bedel Fabrice Gazin Nicolas Lopez Nourdin Marouf        | Germania Dennis Bauer Martin Kindt Wiradech Kothny Harald Stehr          | Spagna Daniel Barbero Fernando Casares Alejandro Madurga Jaime Marti            |

### Donne
| Specialità  | Oro                                                                                | Argento                                                                  | Bronzo                                                                              |
| Individuali |                                                                                    |                                                                          |                                                                                     |
| Fioretto    | Magdalena Koletsos                                                                 | Margherita Granbassi                                                     | Bianca Becker Sylwia Gruchala                                                       |
| Spada       | Jung-Eun Lee                                                                       | Anna Sivkova                                                             | Jessica Burke Marijana Markovic                                                     |
| Sciabola    | Anne-Lise Touya                                                                    | Ève Pouteil-Noble                                                        | Natalia Makeeva Melanie Trösser                                                     |
| A squadre   |                                                                                    |                                                                          |                                                                                     |
| Fioretto    | Polonia Sylwia Gruchala Magdalena Koletsos Alicja Kryczalo Malgorzata Wojtkowiak   | Germania Bianca Becker Annekathrin Donath Natascha Lotter Etelka Sike    | Italia Francescamaria Facioni Margherita Granbassi Ilaria Salvatori Lucia Torresani |
| Spada       | Polonia Hanna Cygan Olga Cygan Malgorzata Stroka Katarzyna Trzopek                 | Ungheria Dora Kiskapusi Petra Patocs Emese Szasz-Kovacs Anna Szekely     | Estonia Olga Aleksejeva Irina Embrich Olga Kobiakova Marika Pragi                   |
| Sciabola    | Venezuela Alejandra Jhonay Benitez Romero Yerimar Gutierrez Lisbeth Teran Moreno - | Germania Diana Christian Sabine Thieltges Melanie Trösser Amélie Zerfass | Francia Ève Pouteil-Noble Anne Sophie Reynen Anne-Lise Touya Pascale Vignaux        |

## Medagliere
| Pos.   | Nazione       | Oro | Argento | Bronzo | Totale |
| ------ | ------------- | --- | ------- | ------ | ------ |
| 1      | Polonia       | 4   | 0       | 1      | 5      |
| 2      | Germania      | 2   | 4       | 4      | 10     |
| 3      | Francia       | 2   | 2       | 2      | 6      |
| 4      | Russia        | 1   | 1       | 1      | 3      |
| 5      | Venezuela     | 1   | 0       | 0      | 1      |
| 5      | Corea del Sud | 1   | 0       | 0      | 1      |
| 5      | Thailandia    | 1   | 0       | 0      | 1      |
| 8      | Italia        | 0   | 2       | 4      | 6      |
| 9      | Ungheria      | 0   | 2       | 0      | 2      |
| 10     | Ucraina       | 0   | 1       | 0      | 1      |
| 11     | Stati Uniti   | 0   | 0       | 2      | 2      |
| 12     | Estonia       | 0   | 0       | 1      | 1      |
| 12     | Romania       | 0   | 0       | 1      | 1      |
| 12     | Cina          | 0   | 0       | 1      | 1      |
| 12     | Spagna        | 0   | 0       | 1      | 1      |
| Totale | Totale        | 12  | 12      | 18     | 42     |